# Guilherme Sedacer
Guilherme Sedacer (ou Guillelmus Sadacensis, Guillelmus Sedacerii, Guillermo Sedacer,  Guillaume Sedacerius) (* 1370- † 1382) foi um monge carmelita catalão, químico, alquimista, escritor e teólogo do séc. XIV 

## Vida
Sore a vida de Sedacer pouco é sabido. Ele pertencia à Ordem dos Carmelitas. De monge recluso ele tornou-se um conhecido divulgador da alquimia, tanto que, durante os últimos anos de sua vida ele gozou da proteção do Infante João de Aragão (futuro João I, que reinou de 1387 a 1395) e que era conhecido pela simpatia que nutria pelos alquimistas. Sedacer era igualmente um estudioso, além da alquimia, ele era um pesquisador nas áreas da astronomia, da astrologia e da medicina. Seu enfoque maior, todavia, eram, sem dúvida, a química e a alquimia.  Sobre seu interesse, mencionado, constavam de seu acervo pessoal 34 (trinta e quatro) manuscritos, todos com a firma reconhecida.

## A químida prática (Invenção do vidro)
Foi o alquimista italiano Cristóvão de Paris e Guilherme Sedaceros, os grandes artífices que descobriram em seus ofícios a arte da produção de vidro. Eles atribuíram ao vidro um papel relevante na definição da alquimiaou da química. O vidro transparente, propriamente dito, ganhou seu toque final e arrematado em que, em 1470 (aprox) e, por esta data Sedacer já havia morrido. 

## Obra
Ele demonstrou ser um homem raro para os seus dias e para a química de seu tempo. Ele escreveu, por volta de 1378, os seus dois livros:
Escreveu também alguns livros filosóficos, quatro dos quais são encontrados na João Batista Nazário, de Brescia; a transmutação dos metais e, Pedro Borellus, na Biblioteca Quimica, (pag. 109). (Não confirmado); E Jacob Ludovicus, na Biblioteca Carmelita. (MS. pag. 134). Outro de sus trabalhos pode ser encontrado no Monasterio de Santo Estêvão, da Ordem dos Eremitas de Santo Agostinho (no - 4º. at coIligitur do laboratório da biblioteca de Manuscritos dos Venezianos), acervo particular do bispo dos amonienses na Ístria, Felipe Jacob Thomasini, (pag. 64, e já referido, pag. 583). 
- Seu trabalho mais conhecido é La Sedacina ou l'Oeuvre au cribleo, [4] A palavra "sedacer" (sedasser) quer dizer produtor de foles, ou melhor de telas para foles. É ofício do sedador ou um sedassário, ou seja, um fabricante de silos. silos. [nota 1]